# 윤관 (1897년)
윤관(尹灌, 일본식 이름: 平沼灌次히라누마 간지, 1897년 10월 3일 ~ 1970년 1월 30일)은 일제강점기의 지방행정 관료이다.

## 생애
경상남도 양산군 출신으로, 일찍 일본에 유학하였다. 1917년에 나라현의 현립농림학교를 졸업하였고, 귀국 직후 경상남도 진주군에서 육지면재배조합연합회 주사로 임명되면서 관계에 들어섰다.
1918년 경상남도 김해군의 기술직 관리인 기수로 임명되었고, 경남 고성군, 동래군, 밀양군에서 재직했다. 합천군 주임으로 재직 중이던 1933년에 총독부 군수로 발탁되어 함안군에 발령받았다. 이후 일제 강점기 말기까지 거창군, 동래군, 김해군 군수를 차례로 역임하고 1944년에 퇴직하였다.
거창군수로 재직 중이던 1935년에 총독부가 편찬한 《조선공로자명감》에는 조선인 공로자 353명 중 한 명으로 수록되어 있다. 김해군수이던 1943년을 기준으로 정6위 훈6등에 서위되어 있었다.
1949년에 반민족행위처벌법에 따라 반민특위가 활동을 시작했을 때 고향 양산에 거주하고 있었다. 이때 경상남도 참여관을 지내 윤관의 상관이었던 손영목이 반민특위 피의자가 되자, 진정서를 내고 증인이 되기를 자청하여 관대한 처분을 바란다는 뜻을 표시했다.

## 사후
2008년 발표된 민족문제연구소의 친일인명사전 수록예정자 명단 중 관료 부문에 포함되었으며 2009년 친일반민족행위진상규명위원회가 발표한 친일반민족행위 705인 명단에도 포함되었다. 2남 1녀 가운데 차남이 대한민국학술원 회원을 지낸 공학자 윤동석이다.

## 참고자료
- 윤관(尹灌) - 국사편찬위원회